# Le Monteil (Haute-Loire)
Le Monteil é uma comuna francesa na região administrativa de Auvérnia-Ródano-Alpes, no departamento de Alto Loire. Estende-se por uma área de 2,22 km². Em 2010 a comuna tinha 703 habitantes (densidade: 316,7 hab./km²).